# Den Skandinaviske Designhøjskole
Den Skandinaviske Designhøjskole er en faghøjskole beliggende udenfor Randers.
Skolen blev etableret i år 2000 på Brusgård, en gammel proprietærgård fra 1889 placeret mellem Randers og Aarhus, der genopstod som Den Skandinaviske Designhøjskole med plads til 70 elever, siden udvidet til 79 elever og har nu plads til 84 elever. . Skolen råder over 6000 m2 og værkstederne og tegnestuerne, som er åbne døgnet rundt. Skolen har otte faste lærere ansat og får i løbet af et semester mange forskellige danske og udenlandske gæsteundervisere til for at undervise på de forskellige linjer.
Skolen have oprindeligt tre linjer: mode- og tekstildesign, grafisk design og arkitektur og produktdesign. I 2013 blev arkitektur- og produktdesignlinjen dog til to forskellige linjer, og skolen har i dag fire linjer: Mode &Tekstildesign, Visuel Kommunikation, Arkitektur & Byrumdesign og Møbel, Rum- og Produktdesign.